# Shimpei Fukuda
Shimpei Fukuda (jap. 福田 真平, Fukuda Shimpei; * 22. November 1987 in der Präfektur Kanagawa) ist ein japanischer Radrennfahrer.
Shimpei Fukuda begann seine Karriere 2007 bei dem japanischen Continental Team Miyata-Subaru. In seinem ersten Jahr dort wurde er Zehnter bei der Tour de Okinawa. 2008 wechselte er zum Team Bridgestone Anchor, wo er Neunter in der Gesamtwertung der Tour de Okinawa wurde. Seit 2010 fährt Fukuda für das Aisan Racing Team. In seinem zweiten Jahr dort gewann er eine Etappe bei der Tour de Kumano und 2013 eine Etappe bei der Banyuwangi Tour de Ijen. Ab 2016 hatte Fukuda keine Vertrag mit einem Team. Ab 2019 schloss er sich dem Kinan Cycling Team an.

## Erfolge
2011
- eine Etappe Tour de Kumano

2013
- eine Etappe Banyuwangi Tour de Ijen